# Bitwa pod Akragas (406 p.n.e.)
Bitwa pod Akragas – starcie zbrojne, które miało miejsce w roku 406 p.n.e. w trakcie wojny Syrakuz z Kartaginą. 
W roku 406 p.n.e. Hannibal Magon zdecydował się uderzyć na Sycylię, gdzie popłynął na czele pięćdziesięciu trójrzędowców. W ślad za nim popłynęła reszta sił kartagińskich. Pierwszym celem armii inwazyjnej stało się bogate miasto Akragas na południu Sycylii. Pod miastem Hannibal postawił dwa obozy. W pierwszym z nich położonym na okolicznych wzgórzach stacjonowali Iberowie i Libijczycy w sile 40 000 ludzi. Drugi obóz znajdował się pod miastem i otoczony był palisadami. Znajdowały się w nim główne siły Kartagińczyków w liczbie 60 000 – 80 000 ludzi. Pierwszy atak Kartagińczycy przypuścili przy zastosowaniu wież oblężniczych. Atak zakończył się niepowodzeniem, zadał jednak obrońcom wysokie straty. Którejś nocy wypad poprowadzony z miasta zakończył się spaleniem wież, wobec czego Hannibal zarządził zbudowanie wokół miasta wysokich palisad, zza których ostrzeliwano obrońców.
Krótko potem w obozie kartagińskim doszło do wybuchu zarazy, której ofiarą stał się sam Hannibal. Jego następcą został Himilkon II. Nowy dowódca kontynuował ataki na mury miasta, żaden z nich nie przyniósł jednak sukcesu. Wraz z nadchodzącą zimą w mieście zaczęło brakować żywności. Po przejściu na stronę kartagińską najemników greckich, mieszkańcy miasta opuścili miasto i skierowali się w kierunku Geli. Rankiem dnia następnego Himilkon i jego armia wkroczyły do miasta dokonując rzezi znajdujących się w nim starców i chorych. Po splądrowaniu miasta Kartagińczycy rozłożyli się w nim na leża zimowe. Wiosną następnego roku Himilkon zburzył miasto, kierując się ku Geli.